# 岩戸山4号墳
岩戸山4号墳（いわとやまよんごうふん）または下茶屋古墳（しものちゃやこふん）は、福岡県八女市吉田にある古墳。形状は円墳。八女古墳群（うち岩戸山古墳群）を構成する古墳の1つ。八女市指定史跡に指定されている（指定名称は「岩戸山4号古墳（下茶屋古墳）」）。

## 概要
福岡県南部、八女丘陵上の岩戸山古墳の前方部から浅い谷を隔てて西150メートルの位置に築造された古墳である。1986年（昭和61年）に発掘調査が実施されている。
墳形は円形で、現在は墳丘周囲を削平されているが、元の直径は約30メートルで現在高さ約4メートルを測る。埋葬施設は横穴式石室で、南方向に開口する。玄室・中室・前室からなる3室構造の石室で、石室の石材には結晶片岩の一枚石の巨石を使用する。石室内は盗掘に遭っており、調査では須恵器片のみが検出されている。
築造時期は、古墳時代終末期の7世紀初頭頃と推定される。石室の形態としては、古い複室構造を保ちながら、終末期古墳の切石石室に近い様相である。八女古墳群では最も新しい時期（最後の時期）の大型古墳として、八女古墳群の終焉を考察するうえで重要視される古墳になる。
古墳域は1994年（平成6年）に八女市指定史跡に指定されている。

## 遺跡歴
- 中世-近世、信仰地として再利用。
- 嘉永6年（1853年）の矢野一貞『筑後将士軍談』に石室形態および正面壁に卍字の記述[1]。
- 1986年（昭和61年）12月、環境整備のための確認調査（八女市教育委員会、1987年に報告）[1]。
- 1994年（平成6年）、八女市指定史跡に指定。

## 埋葬施設

石室俯瞰図

石室展開図

埋葬施設としては横穴式石室が構築されており、南方向に開口する。玄室・中室・前室からなる3室構造の石室である。石室の規模は次の通り。
- 石室全長：7.5メートル
- 玄室：長さ2.30-2.55メートル、幅2.45-2.55メートル
- 中室：長さ1.55-1.65メートル、幅1.95-2.05メートル
- 前室：長さ1.45-1.50メートル、幅1.65-1.85メートル

石室の石材は結晶片岩で、一枚石の巨石を使用する。玄室の平面形はほぼ正方形、中室・前室の平面形はやや横長の長方形である。玄室の奥壁中央には卍字が刻まれる（江戸時代の文献にも記述）。天井は玄室から前室まで同じ高さで、天井石は4枚。前室前面の前庭部には低い石積がハ字状に開いて続き、床面には河原石を敷く。
早くから開口し、石室内は盗掘に遭っているが、調査では須恵器片（平瓶・脚・甕）が検出されている。また後世の信仰に伴う遺物として、中世-近世の北宋銭（景徳元宝）・寛永通宝・青磁・白磁・瓦質土器が出土している。

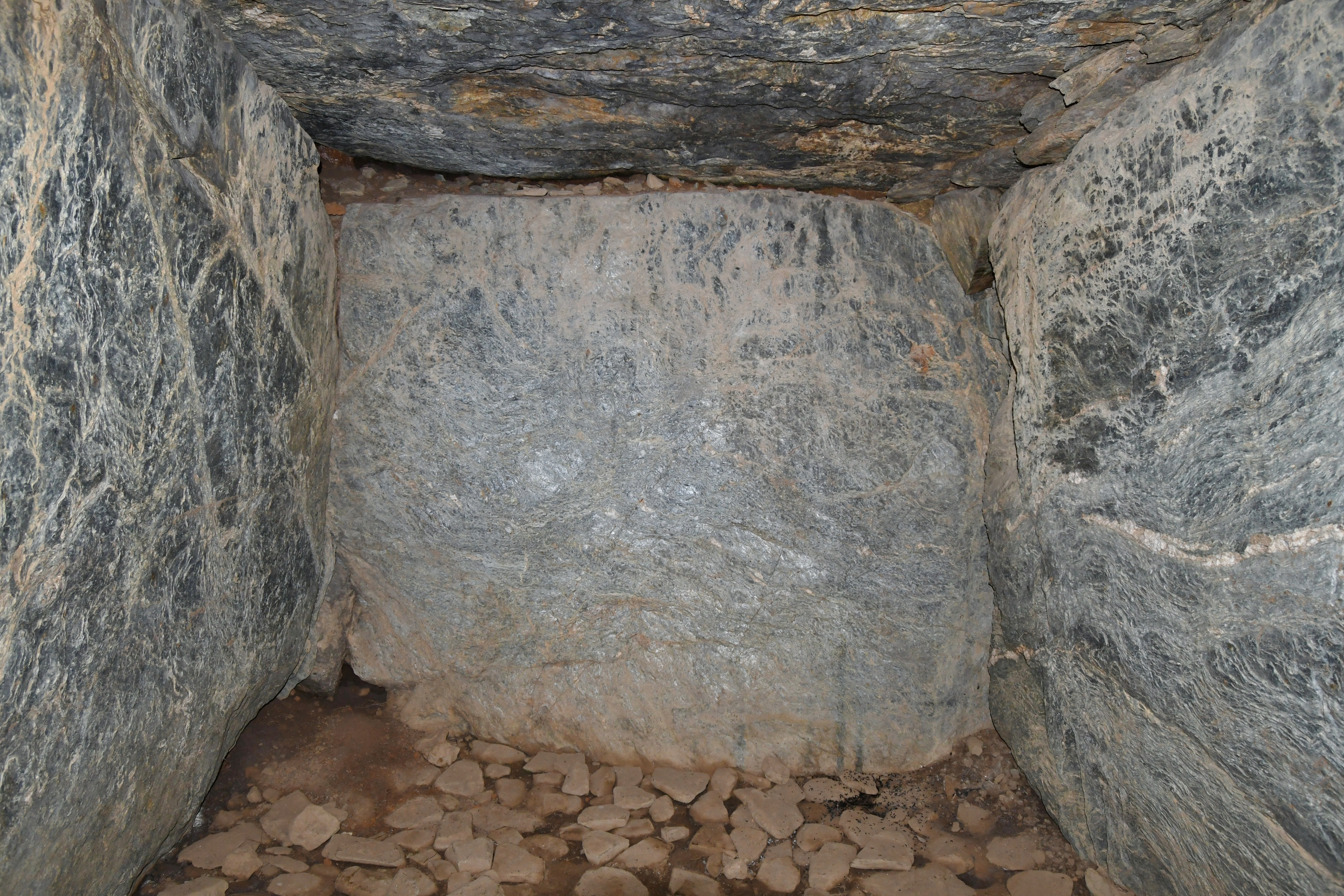
玄室（奥壁方向）
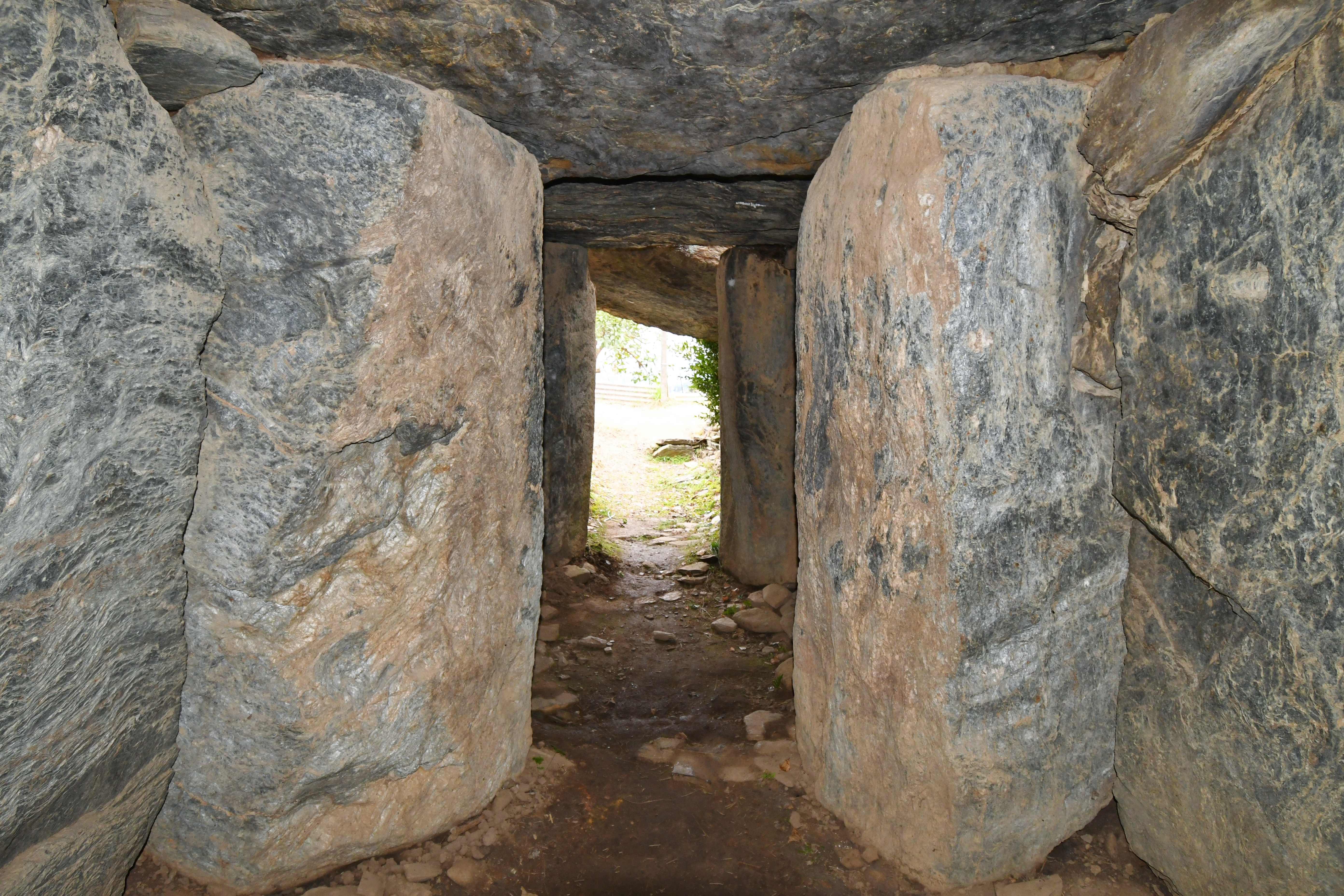
玄室（開口部方向）
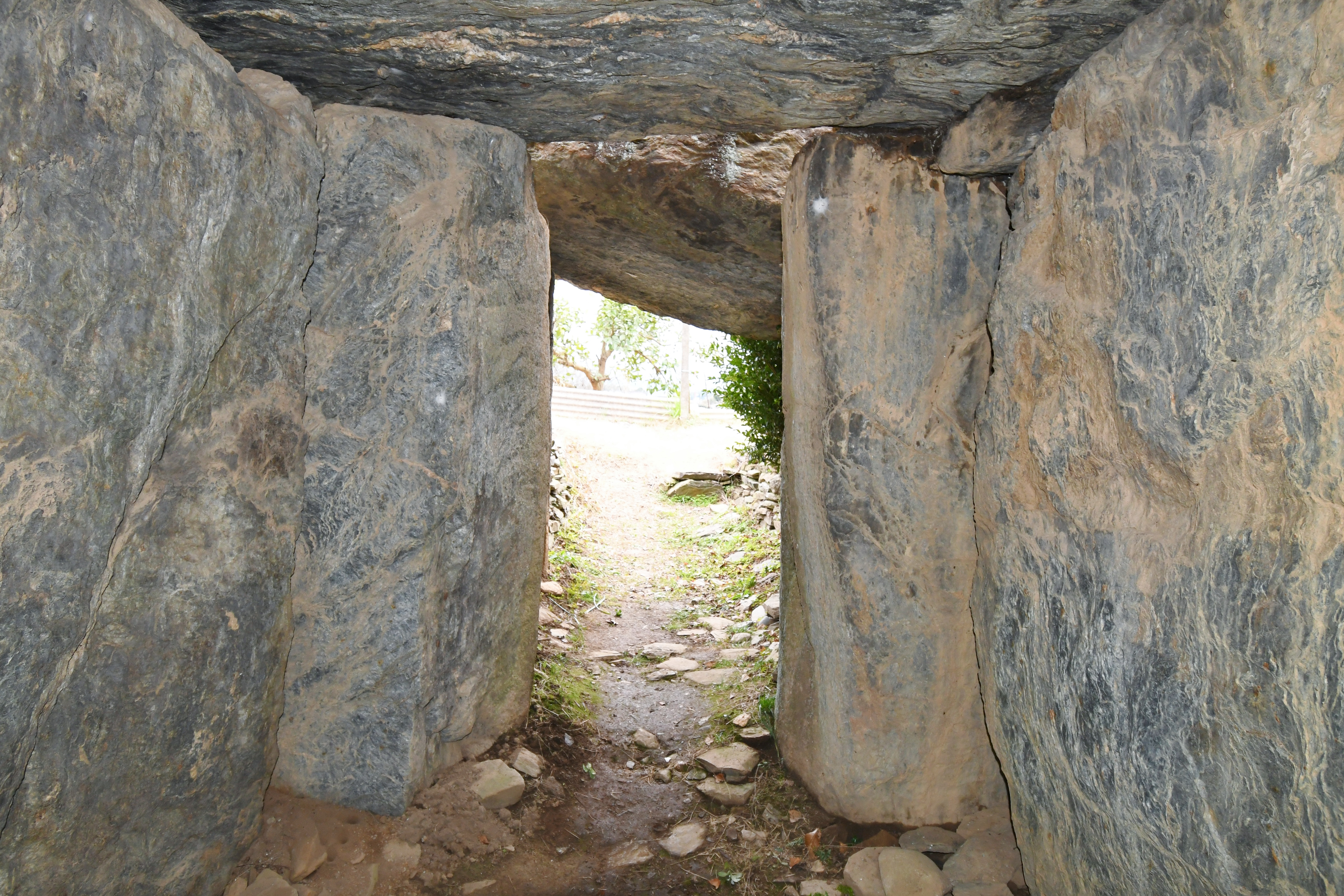
中室（開口部方向）
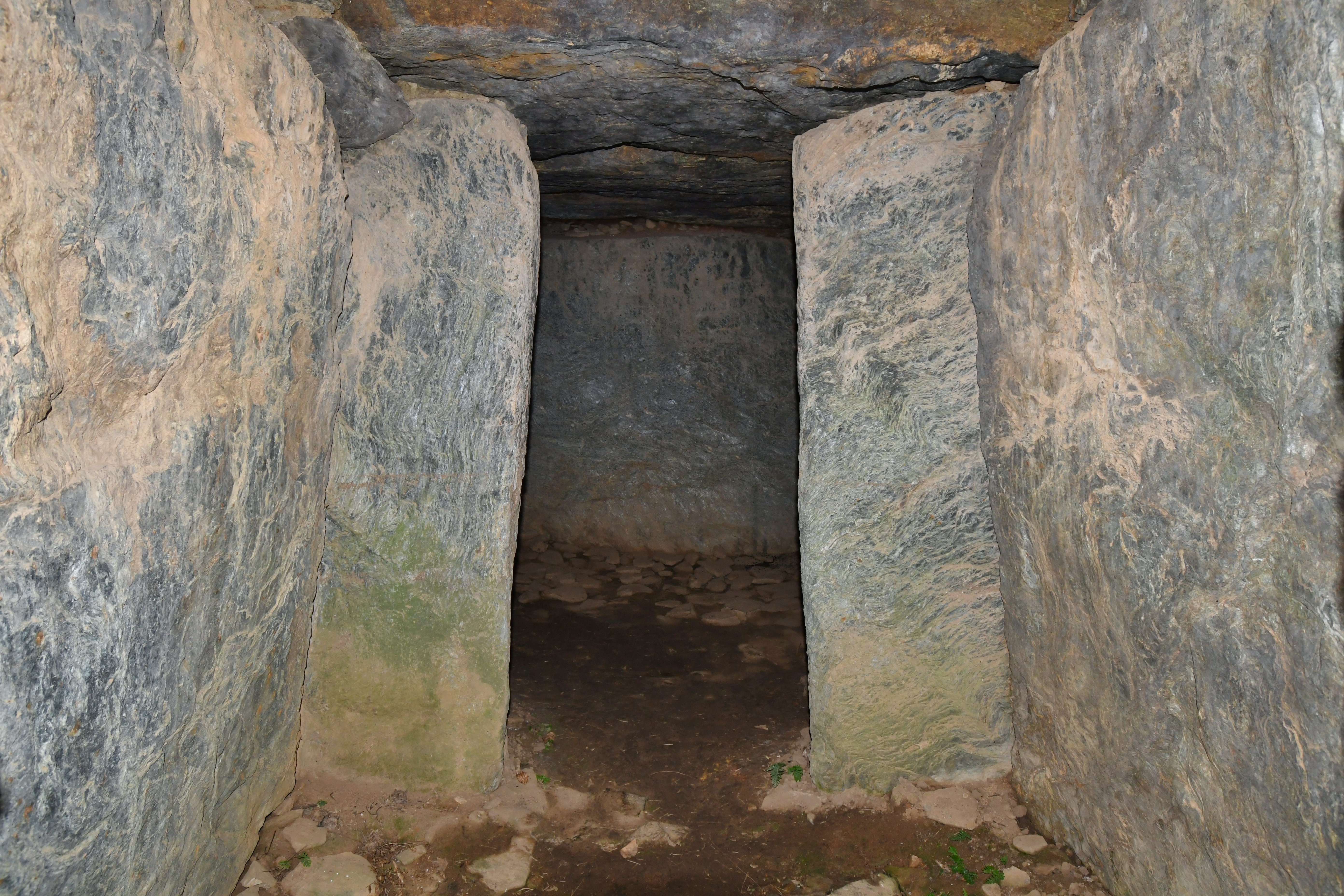
中室（玄室方向）
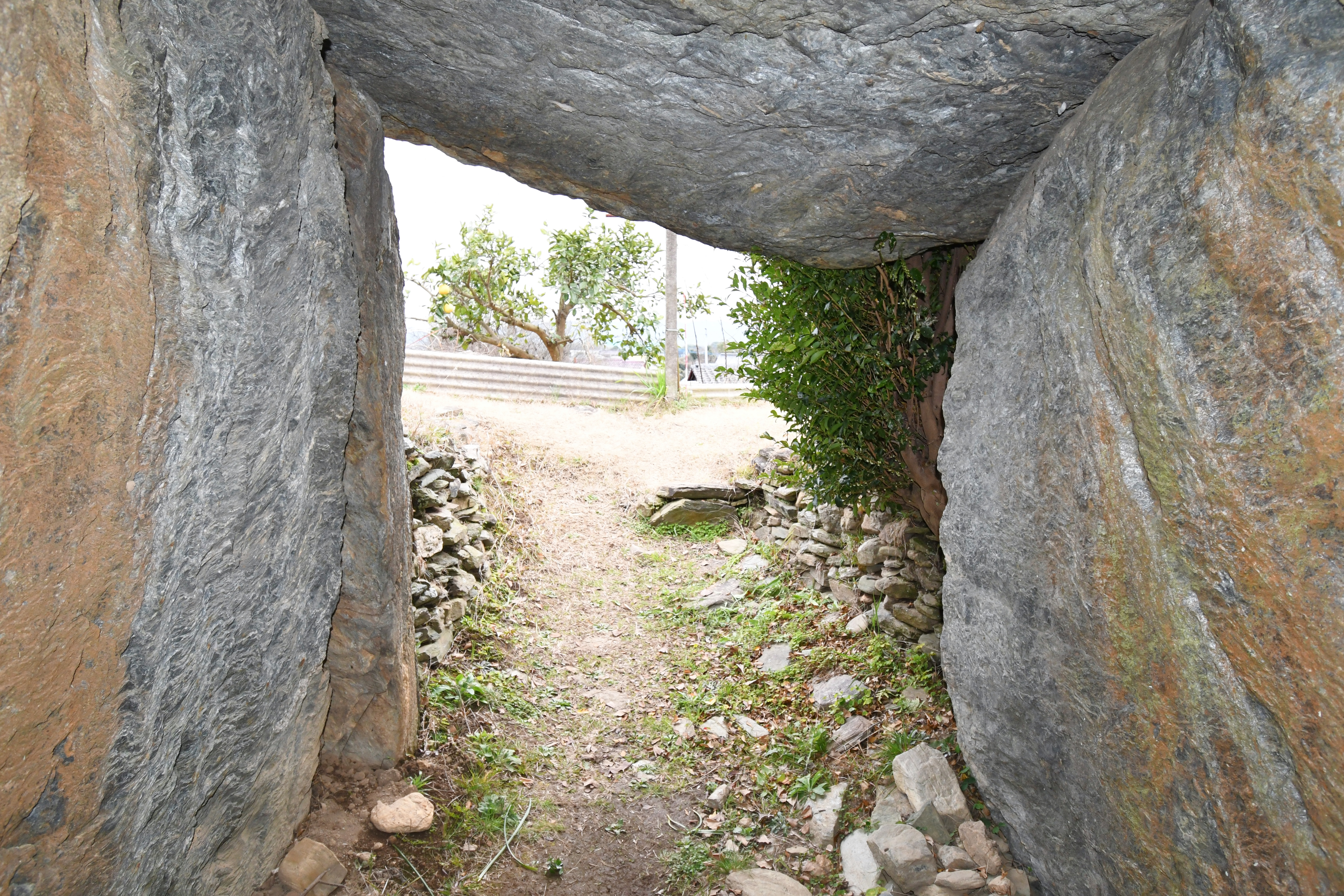
前室（開口部方向）
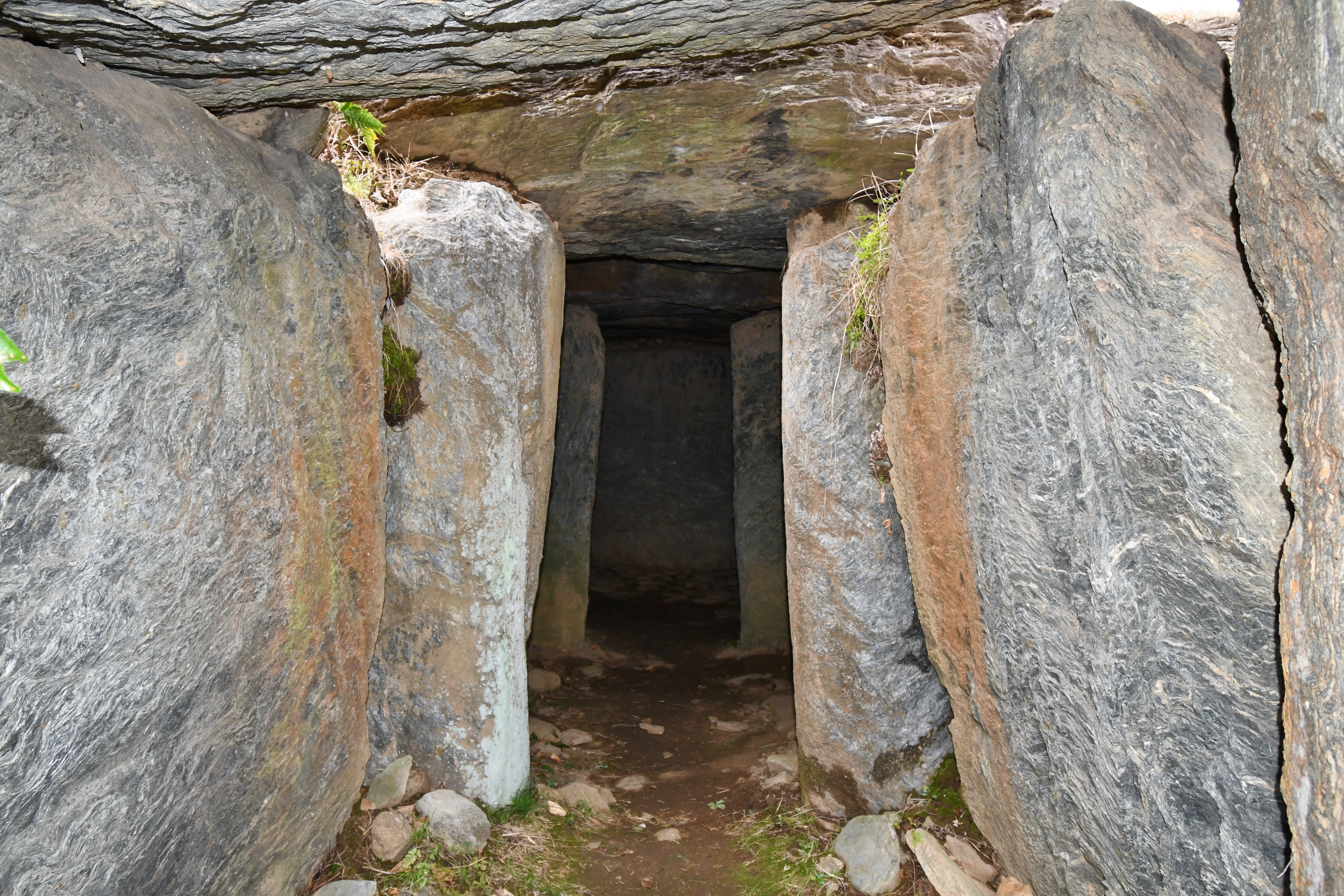
前室（玄室方向）
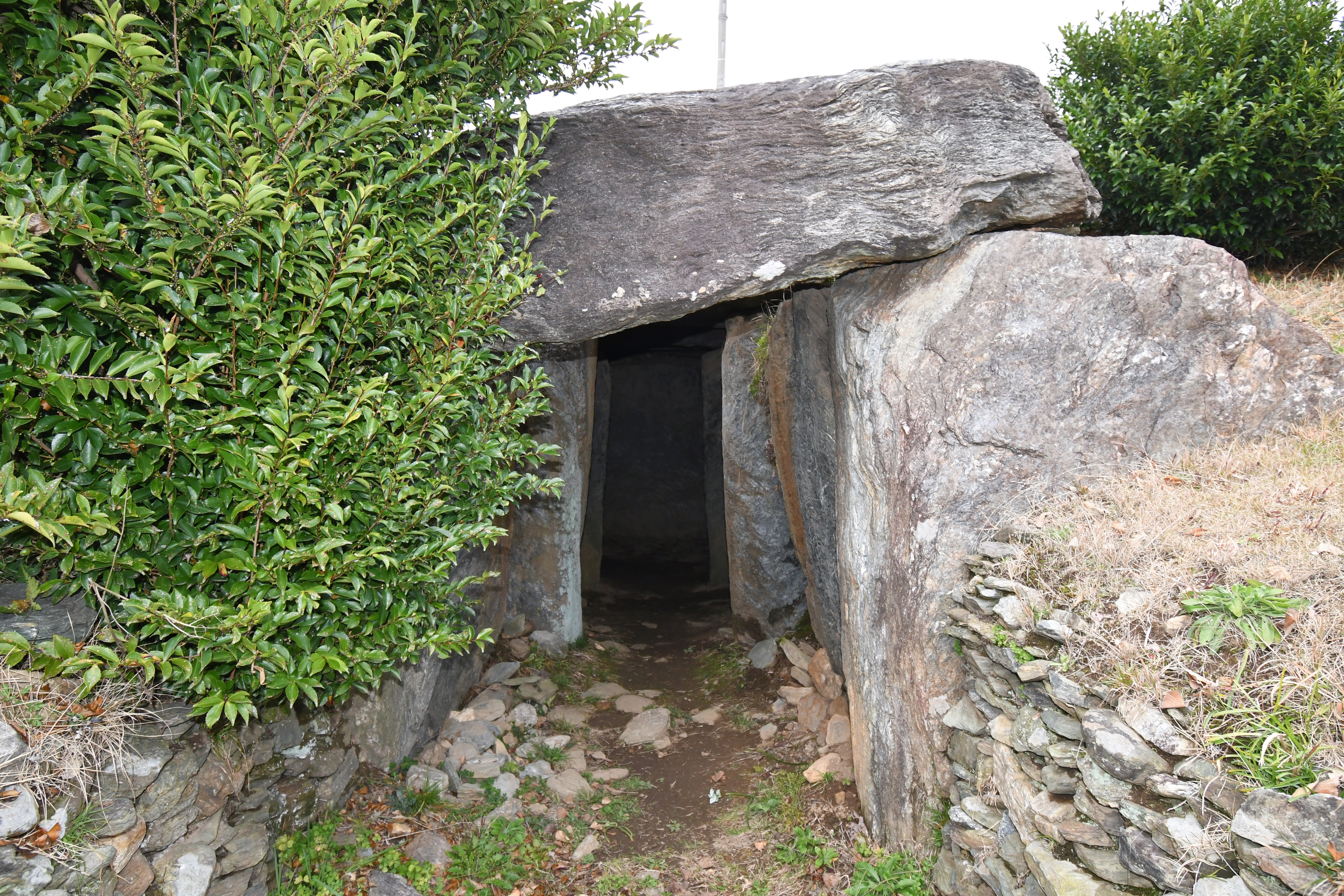
開口部

## 文化財

### 八女市指定文化財
- 史跡
  - 岩戸山4号古墳（下茶屋古墳） - 1994年（平成6年）指定。

## 関連施設
- 岩戸山歴史文化交流館（いわいの郷）（八女市吉田）

## 関連文献
（記事執筆に使用していない関連文献）
- 『岩戸山古墳群 -福岡県八女市吉田所在古墳の調査-』八女市教育委員会〈八女市文化財調査報告書第15集〉、1987年。 - リンクは奈良文化財研究所「全国遺跡報告総覧」。